# Lohklingenbach (Ohrn)
Der Lohklingenbach ist einer der mittelgroßen Bäche im Mainhardter Wald im nordöstlichen Baden-Württemberg, die durch steil abfallende Keuperklingen von links zum Tal der Ohrn laufen. Nach etwa  21⁄2 km langem Lauf nach Osten mündet er beim Weiler Floßholz im Gemeindeteil Untersteinbach von Pfedelbach im Hohenlohekreis von links in die obere Ohrn.

## Geographie

### Verlauf
Der Lohklingenbach entsteht beim Weiler Neuwirtshaus im Gemeindeteil Geißelhardt der Gemeinde Mainhardt des Landkreises Schwäbisch Hall am Abzweig der L 1049, die durch seine obere Talmulde ins obere Ohrntal hinab führt, von der L 1050 Mainhardt–Pfedelbach. Neben dem auf 464,1 m ü. NHN liegenden Straßendreieck beginnt ein unscheinbarer, ostwärts laufender Graben, der schon einen Steinwurf weiter in den viertelhektargroßen, von Gehölz umgebenen und hinter einem Feldwegdamm angestauten Neuwirtssee einfließt.
Unterhalb des Seedamms fließt der Bach zunächst weiter geschlungen ostwärts, zunächst durch ein kleines, überwiegend rechtsseits liegenden Wäldchen, und passiert danach den jenseits der Landesstraße auf dem linken Hang stehenden Mainhardter Weiler Frohnfalls. In zunehmender Eintiefung kurz von einer Baumgalerie begleitet, tritt der Bach bald in den Klingenwald seines stärker abfallenden unteren Kerbtaleinschnittes ein. Kurz danach erreicht ihn von der rechten Seite auf 368 m ü. NHN ein zuletzt aus einigen Abflüssen des oberen Hangs vereinter Waldbach, der ein genauso großes Teileinzugsgebiet beiträgt wie sein eigener Oberlauf bis dorthin und sein einziger bedeutender Zufluss ist.
Dort in der inzwischen auf Pfedelbach-Untersteinacher Grund liegenden Waldklinge Lohklinge schwenkt der Bach auf künftig ostnordöstlichen, weiterhin leicht geschlungenen Lauf. Ihm fließen nun einige kurze Gerinne zu, die kleinen Quellen an den Hängen entspringen. Etwa 0,9 km nach seinem Laufknick verlässt er unter der links oberhalb auf dem linken Talsporn Frohnfaller Berg liegenden Steigenkurve der L 1049 auf etwa 307 m ü. NHN sein Waldtal. In der Wiesenaue des Ohrntalgrundes weiterhin von Gehölz am Ufer begleitet, fließt er auf Floßholz zu, kurz vor dem er einen 0,1 ha großen, von Bäumen umstandenen Teich am linken Ufer passiert. Danach läuft er dem Südrand des Weilers entlang von links in die obere Ohrn ein, nur wenige Schritte entfernt von der auf 287,8 m ü. NHN den noch kleinen Fluss überspannenden und Floßholz mit Ohnholz verbindenden Brücke einer Gemeindestraße.
Der Lohklingenbach mündet nach 2,6 km langem Lauf mit mittlerem Sohlgefälle von etwa 67 ‰ rund 176 Höhenmeter unterhalb seines Ursprungs im Neuwirtshauser Straßenwinkel.

### Einzugsgebiet
Der Lohklingenbach entwässert ein 2,6 km² großes Gebiet im Naturraum des Mainhardter Waldes. Sein höchster Punkt liegt auf der südlichen Wasserscheide beim Mainhardter Weiler Dürrnast nahe an einem Wasserreservoir und erreicht etwa 488 m ü. NHN. Der etwas größere Teil des Gebietes ist offen und wird von Äckern und Wiesen eingenommen, auf dem kleineren überwiegend in der Lohklinge steht Wald. Diese Klinge liegt überwiegend in einer vom Mündungsort Floßholz heraufziehenden Zunge der Teilgemarkung Untersteinbach der Gemeinde Pfedelbach; der deutlich größere Rest des Einzugsgebietes gehört zur Teilgemarkung Geißelhardt der Gemeinde Mainhardt, darin liegen außer den Weilern Neuwirtshaus und Frohnfalls nahe am Lauf noch die Weiler Rappenhof, Streithag und Haubühl am noch sanft abfallenden rechten Hang sowie ein Siedlungsteil des Weilers Dürrnast sowie der Einzelhof Hausenbühl auf der rechten Wasserscheide. Trotz vieler Orte im Einzugsgebiet ist die Besiedlungsdichte recht niedrig, weil diese recht klein sind.
Reihum grenzen die Einzugsgebiet der folgenden Nachbargewässer an:
- Im Südosten fließt ein kurzer Bach durch die Hausenklinge wenig oberhalb des Lohklingenbachs zur oberen Ohrn;
- von Süd über Südwesten bis West grenzt das große Einzugsgebiet der Brettach an, die unterhalb der Ohrn den Kocher speist und die dort nacheinander mit ihren rechten Zuflüssen Kibitzenseebach, dessen Abfluss sie über den Benzenbach am höchsten am Lauf erreicht, sowie Steinbrückenbächle und Rohrholzbäche konkurriert;
- der Abfluss jenseits der nördlichen Wasserscheide erreicht über das Hesseltbächle weiter abwärts wiederum die Ohrn.

### Zuflüsse und Seen
Liste der Zuflüsse und  Seen von der Quelle zur Mündung.
- Durchfließt auf etwa 461 m ü. NHN[LUBW 4] den Neuwirtssee bei Neuwirtshaus, unter 0,3 ha.[LUBW 5]
- Klepperbach[3], von rechts und Südwesten auf 368 m ü. NHN[LUBW 3] in der beginnenden Lohklinge, ca. 0,8 km[LUBW 6] und ca. 0,8 km².[LUBW 7] Entspringt an einigen Quellen in der offenen Flur auf bis etwa 455 m ü. NHN.[LUBW 4] (Höchstliegende Quelle bei Streithag mit dem längsten Gesamtstrang.) Hat etwa genauso viel an Teileinzugsgebiet wie der namentliche Oberlauf bis dorthin.[LUBW 7]

## Geologie
Das gesamte Einzugsgebiet liegt im Mittelkeuper, dessen höchste auftretende Schicht ist der Stubensandstein (Löwenstein-Formation), in dem der Bach entsteht und der weite Hochflächen westlich und südlich der Lohklinge einnimmt. In dieser schneidet sich der Bach recht schnell in die darunterliegenden Schichten der Oberen Bunten Mergeln (Mainhardt-Formation), des Kieselsandsteins (Hassberge-Formation), der Unteren Bunten Mergel (Steigerwald-Formation) und des Schilfsandsteins (Stuttgart-Formation) ein, bis er etwas nach seiner Laufwende den Gipskeuper (Grabfeld-Formation)  erreicht, in dem er auch mündet. Der plötzliche scharfe Abfall vom Stubensandstein hinab zu den anderen Mittelkeuperschichten wird sehr augenfällig beim Weiler Frohnfalls, dessen Anlage wie eine Burg auf einer Spornspitze sitzt.
Nach der Laufwende liegt in der steilen Klinge an beiden Hängen im Verband abgerutschtes Gestein.

## Natur und Schutzgebiete
In der Lohklinge, anfangs eine steil eingeschnittene Klinge, hat der Bach dauerhaften Durchfluss. Sein Wasser fließt auf bis zu vier Meter breiter Sohle, die von Steinblöcken übersät ist, und pendelt zwischen flachen Gleit- und steilen Prallhängen. Der mergelige Hang rutscht stellenweise ab.
Der auf dem obersten Bachabschnitt durchflossene Neuwirtssee ist mit seinem Umring als Naturdenkmal unter Schutz gestellt. Der untere Teil der Lohklinge ist Teil des Landschaftsschutzgebietes Steinbacher Tal mit Randgebieten (Oberes Ohrntal). Rechtsseits des Oberlaufes liegen zwei Wasserschutzgebiete. Das gesamte Einzugsgebiet liegt im Naturpark Schwäbisch-Fränkischer Wald.

## Tourismus
Bei Neuwirtshaus quert die Trasse des Obergermanisch-Raetischen Limes den westlichsten Zipfel des Einzugsgebietes. Ihm folgt der Limes-Wanderweg (Hauptwanderweg 6) des Schwäbischen Albvereins auf der Etappe von Mainhardt nach Öhringen.
 Der Frankenweg (Hauptwanderweg 8) des Schwäbischen Albvereins auf seiner Etappe zwischen Schuppach im Ohrntal und Brettach im Brettachtal steigt von Storchsnest im Südosten kommend ins mittlere Tal ab und dann durch Frohnfalls und Neuwirtshaus wieder auf bis zu seinem Kreuzungspunkt mit dem Limeswanderweg an der nördlichen Wasserscheide.

### LUBW
Amtliche Online-Gewässerkarte mit passendem Ausschnitt und den hier benutzten Layern: Lauf und Einzugsgebiet des Lohklingenbachs

Allgemeiner Einstieg ohne Voreinstellungen und Layer: Daten- und Kartendienst der Landesanstalt für Umwelt Baden-Württemberg (LUBW) (Hinweise)
1. ↑  Länge nach dem Layer Gewässernetz (AWGN).
2. ↑  Einzugsgebiet nach dem Layer Basiseinzugsgebiet (AWGN).
3. 1 2  Höhe nach grauer Beschriftung auf dem Hintergrundlayer Topographische Karte.
4. 1 2 3 4  Höhe nach dem Höhenlinienbild auf dem Hintergrundlayer Topographische Karte.
5. ↑  Seefläche nach dem Layer Stehende Gewässer.
6. ↑  Länge abgemessen auf dem Hintergrundlayer Topographische Karte.
7. 1 2  Einzugsgebiet abgemessen auf dem Hintergrundlayer Topographische Karte.
8. ↑  Schutzgebiete nach den einschlägigen Layern, Natur teilweise nach dem Layer Geschützte Biotope.

### Andere Belege und Anmerkungen
1. 1 2  Höhe nach schwarzer Beschriftung auf dem Hintergrundlayer WMS LGL-BW Topographische Freizeitkarte 1:25.000 auf: Geoportal Baden-Württemberg (Hinweise).
2. ↑  Wolf-Dieter Sick: Geographische Landesaufnahme: Die naturräumlichen Einheiten auf Blatt 162 Rothenburg o. d. Tauber. Bundesanstalt für Landeskunde, Bad Godesberg 1962. → Online-Karte (PDF; 4,7 MB)
3. ↑  Klepperbach ist nach übereinstimmender Auskunft Ansässiger der örtlich gebrauchte Name.
4. ↑  Geologie nach den Layern zu Geologische Karte 1:50.000 auf: Mapserver des Landesamtes für Geologie, Rohstoffe und Bergbau (LGRB) (Hinweise). Ein ähnliches Bild bietet die unter → Literatur aufgeführte geologische Karte.